# 釜山镇区
釜山镇区（：／ Busanjin gu */?），是韩国釜山广域市的一个区，西临沙上区，北邻北区、东莱区，东邻莲堤区，南邻西区、东区、南区。总面积29.7平方公里，总人口407,910（2006年）。
本区的名称来源是朝鲜王朝时代设置的釜山镇城，但如今釜山镇城的遗址位于东区。

## 行政区划

行政區劃圖

釜山镇区包含11法定洞，25行政洞。
法定洞（行政洞）
- 釜田洞（1-2洞）
- 凡田洞
- 蓮池洞
- 草邑洞
- 楊亭洞（1-2洞）
- 田浦洞（1-3洞）
- 釜岩洞（1, 3洞）
- 堂甘洞（1-4洞）
- 伽倻洞（1-3洞）
- 開琴洞（1-3洞）
- 凡川洞（1-2, 4洞）

## 設施
- 釜山市民公園（부산시민공원），興建中，用地原為2006年關閉的駐韓美軍基地海厄利亞營（朝鲜语：캠프 하야리아），橫跨凡田、蓮池兩洞[1][2]。

## 山
- 荒嶺山（朝鲜语：황령산）